# Хайнрих фон Лютцелщайн
Хайнрих фон Лютцелщайн (на немски: Heinrich von Lützelstein; † 1394/1399) е граф на Лютцелщайн (на френски: La Petite-Pierre) в Елзас.

## Произход
Той е син на граф Фолмар фон Лютцелщайн († сл. 1367) и съпругата му Аделхайд фон Финстинген († сл. 1340), дъщеря на Хайнрих I „Стари“ фон Финстинген-Бракенкопф-Фалкенберг († 1335) и съпругата му Валбурга фон Хорбург († 1362). Брат е на Буркхард (Буркард II) († 20 август 1418), през октомври 1393 епископ-елект на Страсбург), Фридрих († 1380), Николаус († 1380), Валпургис († 23 март 1406), омъжена за Фридрих фон Геролдсек († 1369), Катарина, омъжена за Лудвиг II фон Киркел, и на Маргарета, абатиса на Ерщайн.

## Фамилия
Първи брак: преди 11 април 1359 г. с Хенриета де Бар († сл. 29 март 1380), дъщеря на Ерхард де Бар († 1337) от Дом Скарпон и Изабела Лотарингска († 1353), дъщеря на херцог Теобалд II от Лотарингия († 1312). Те имат една дъщеря:
- Елизабет фон Люцелщайн († пр. 1437), омъжена за граф Йохан фон Лайнинген-Риксинген († 1442/1445), син на Маргарета фон Баден

Втори брак: след 1380 г. с Маргарета фон Баден († ок. 1380 или 26 март 1381), вдовица на граф Готфрид II (Жофрид I) фон Лайнинген-Риксинген († ок. 1380), дъщеря на маркграф Фридрих III фон Баден († 1353). Те нямат деца.
От неизвестна жена той има един син:
- Хайнрих